# Marijo Možnik
Marijo Možnik, hrvaški gimnastik * 18. januar 1987 Zagreb, SR Hrvaška, SFRJ. 
Njegovi opazni rezultati so bronasta medalja na svetovnem prvenstvu 2014, zlata medalja na evropskem prvenstvu 2015 in srebrna medalja na evropskem prvenstvu 2012. Na svetovnem prvenstvu leta 2007 je Možnik predstavil nov telovadni element, imenovan po njem. Je vodja hrvaške "Državne nagrade za šport" Franja Bučarja za leto 2013.
Možnik se je leta 2019 upokojil iz športa. Maja 2020 je bil izvoljen za predsednika Hrvaške gimnastične zveze.